# Eric Amarillo

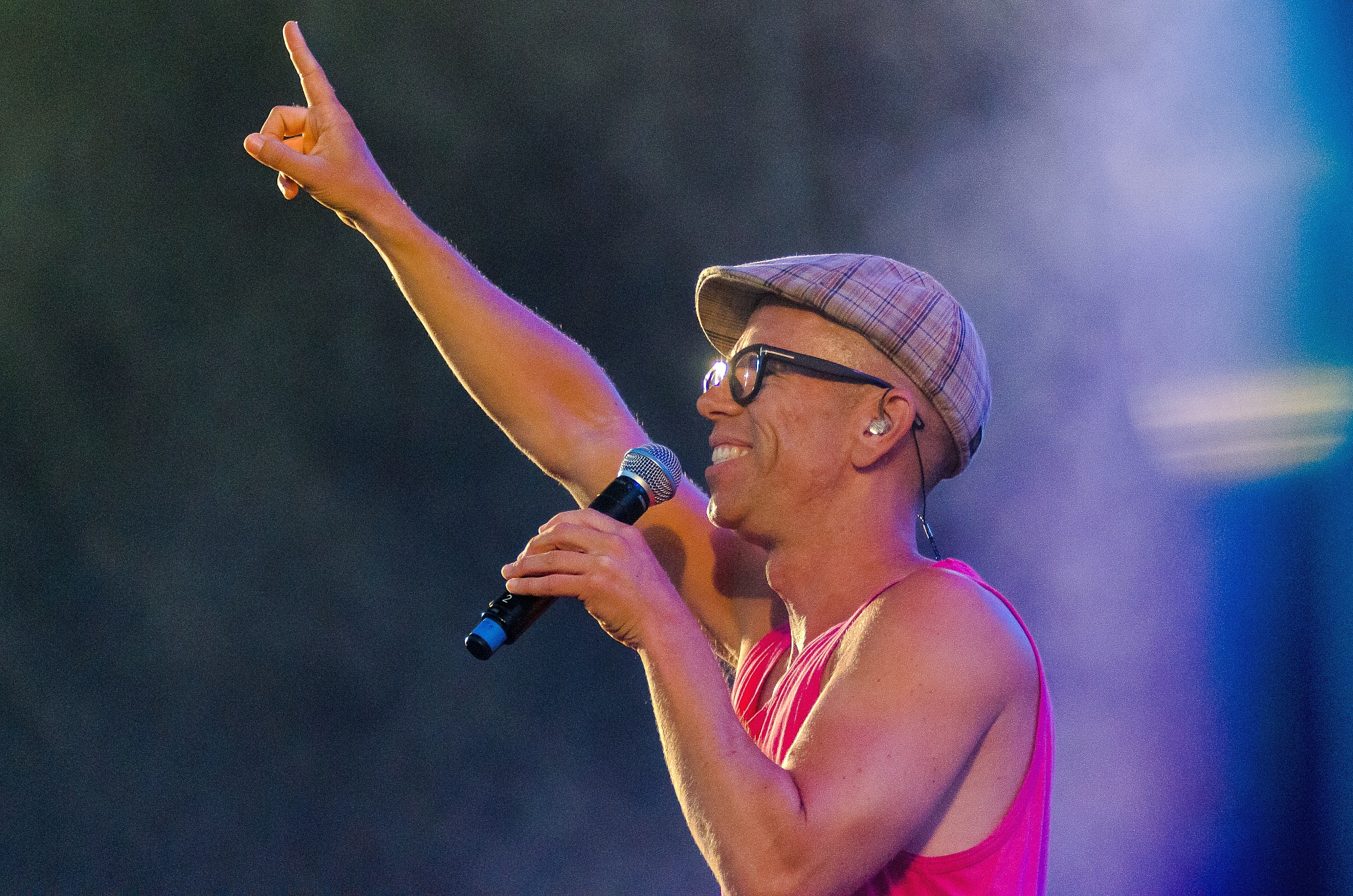
Amarillo tijdens het RixFM Festival van 2011 in Växjö.

Erik Sundborg, beter bekend onder zijn pseudoniem Eric Amarillo (Kullavik, 1971) is een Zweeds musicus, liedschrijver, muziekproducent en live-dj.
Samen met Michael Feiner vormt hij het Zweedse duo The Attic, opgericht in 2003.
In de lente van 2011 bracht hij een Zweedstalige single uit via platenlabel EMI Music, genaamd "Om sanningen ska fram". Het nummer bereikte de toppositie in de Zweedse hitlijsten, en stond tevens in de Noorse en Deense hitlijsten. Later in dat jaar bracht hij het bijbehorende debuutalbum uit, vernoemd naar zijn pseudoniem: Eric Amarillo. Van dit album kwamen nog drie singles, waarvan "Men hallå!" de Deense hitlijsten bereikte.

## Discografie
Voor de discografie van zijn band, zie The Attic

### Albums
| Album         | Details                                        | Hoogste positie |
| Album         | Details                                        | Zweden          |
| ------------- | ---------------------------------------------- | --------------- |
| Eric Amarillo | Uitgebracht: 21 oktober 2011 Label: Starbuster | 16              |

### Singles
| Jaar | Single                                                                | Hoogste positie | Hoogste positie | Hoogste positie | Van album              |
| Jaar | Single                                                                | Zweden          | Denemarken      | Noorwegen       | Van album              |
| ---- | --------------------------------------------------------------------- | --------------- | --------------- | --------------- | ---------------------- |
| 2010 | "Music Will Turn You On" (vermeld als Michael Feiner & Eric Amarillo) | —               | —               | —               | geen bijbehorend album |
| 2011 | "Om sanningen ska fram"                                               | 1               | 7               | 3               | Eric Amarillo          |
| 2011 | "50 kvm"                                                              | —               | —               | —               | Eric Amarillo          |
| 2011 | "Fy Fan"                                                              | —               | —               | —               | Eric Amarillo          |
| 2011 | "Men hallå!"                                                          | —               | 34              | —               | Eric Amarillo          |

- Bibsys: 13049349
- MusicBrainz: 7cc8ba06-4714-4b87-8264-70949d46d107
- Virtual International Authority File: 305306603